# Kràsna Poliana (Txornomórske)
Kràsna Poliana - Красна Поляна (ucraïnès) o Kràsnaia Poliana Красная Поляна (rus) - és un poble de la República Autònoma de Crimea a Ucraïna, que el 2014 tenia 1.048 habitants. Pertany al districte de Txornomórske.